# Quinzaine des réalisateurs
Quinzaine des Réalisateurs, numită de obicei „Quinzaine”, este o selecție paralelă cu selecția oficială a Festivalului de la Cannes, creată după evenimentele din mai 1968 și organizată de către Société des réalisateurs de films (SRF).
Acest festival este total independent de festivalul de la Cannes, fiind creat inițial pentru a-l concura și pentru a arăta spectatorilor filme de toate genurile, realizate de cineaști necunoscuți. El permite descoperirea unor noi talente și i-a făcut cunoscuți, printre alții pe George Lucas, Ken Loach, frații Dardenne, Michael Haneke sau chiar Spike Lee.

## Istoric
Ediția din 1968 a Festivalului de la Cannes a început normal la 10 mai 1968, în ciuda revoltei studenților de la Paris. Evenimentele nu l-au afectat încă de la început din cauza distanței dintre Cannes și Paris și apropierii de o singură universitate: cea de la Nisa. Cu toate acestea, fastul ceremoniei a contrastat cu manifestările violente din restul Franței: cineaștii nu au ezitat să provoace scandal. Jean-Luc Godard, François Truffaut, Miloš Forman sau Claude Lelouch au pătruns în Palais des festivals și au izbucnit altercații între regizori și invitați. Câteva persoane s-au agățat de cortinele roșii pentru a împiedica proiecția filmului Peppermint frappé. După negocieri dure, delegatul general Robert Favre Le Bret precum și consiliul de administrație au anulat ediția curentă și Festivalul s-a încheiat.
Contestatarii Festivalului de la Cannes - supranumiți „cei 180” - au creat apoi SRF pentru a combate lipsa de interes față de evenimentele politice petrecute în Franța și față de cenzura cinematografică existentă la începutul Festivalului. Acești contestatari proveneau în principal din Noul Val Francez și au făcut mai multe propuneri, inclusiv eliminarea ținutei de seară și alegerea câștigătorilor de către public, două propuneri ce reprezentau dorința de autonomie și opoziția față de stilul cinematografic prea serios promovat de organizatori. Aceste propuneri au fost refuzate de Comitet, dar altele au fost acceptate. Cineaștii nu au fost total mulțumiți așa că au decis să înființeze anul viitor selecția Quinzaine.
O mare parte a celor 180 au dorit să-și organizeze propriul lor festival și să dispună astfel de o libertate reală. Organizatorii Festivalului au acceptat această idee pentru a arăta o imagine nouă, mai modernă și mai deschisă către lume. Susținătorii fervenți ai selecției Quinzaine sunt Jean-Gabriel Albicocco, Pierre Kast, Jacques Doniol-Valcroze, Michel Mitrani, Louis Malle, Jacques Deray și Costa-Gavras. Gestionată într-un mod independent de către membrii SRF, selecția filmelor a fost numită un „contrafestival”.
Prima ediție a promovat astfel o adevărată libertate de alegere, „fără constrângeri ideologice sau tehnice și reprezentativă pentru cinematografia mondială”.

## Premii decernate

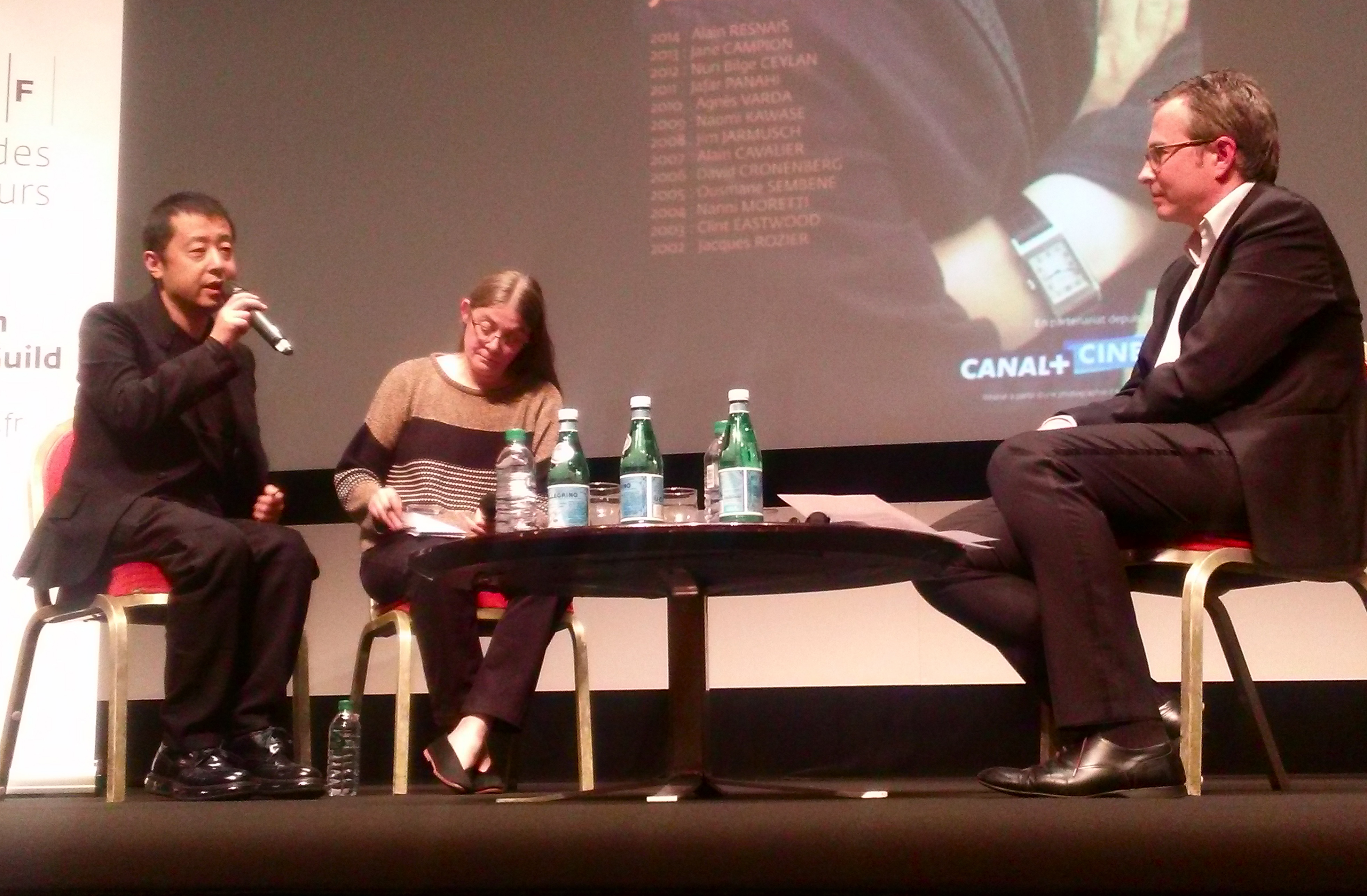
Cineastul chinez Jia Zhangke în 2015, în sala Quinzaine des réalisateurs în timpul decernării premiului Carrosse d'or.

Quinzaine este o selecție necompetitivă. Cu toate acestea, anumite premii sunt înmânate de către organizatori:
- Art Cinema Award prezentate de Confédération internationale des cinémas d'art et d'essai (CICAE)
- Label Europa Cinemas
- Premiul SACD al Quinzaine des Réalisateurs[9]
- Premiul „Regards jeunes”
- Premiul Illy pentru un film de scurt metraj
- Carrosse d'or

## Conducători
- Pierre-Henri Deleau (1969 - 1999)
- Marie-Pierre Macia (1999 - 2003)
- François Da Silva (2003 - 2004)
- Olivier Père (2004 - 2010)
- Frédéric Boyer (2010 - 2011)
- Édouard Waintrop (2011-2018)

## Retrospective
- 2008: retrospectivă dedicată selecției Quinzaine la Action Christine (16-29 aprilie)[1]
- După crearea secțiunii: reluarea anuală a Forum des Images

## Legături externe
- Site officiel de la Quinzaine des réalisateurs
- Site officiel de la Société des réalisateurs de films